# The Day After Trinity
The Day After Trinity ist ein US-amerikanischer biografischer Dokumentarfilm von Jon Else aus dem Jahr 1981, mit dem er für einen Oscar nominiert war.

## Inhalt
Der Film erzählt die Geschichte von Robert Oppenheimer (1904–1967), einem amerikanischen theoretischen Physiker deutsch-jüdischer Abstammung, der vor allem während des Zweiten Weltkriegs in seiner Rolle als wissenschaftlicher Leiter des Manhattan-Projekts die Aufmerksamkeit auf sich zog. Ein im Los Alamos National Laboratory in New Mexico geheim gehaltenes Projekt hatte zum Ziel, die ersten Nuklearwaffen zu entwickeln. Oppenheimer, der als „Vater der Atombombe“ gilt, verurteilte deren weiteren Einsatz, nachdem er gesehen hatte, welche Folgen das für die bombardierten japanischen Städte Hiroshima und Nagasaki hatte.
Oppenheimer war in New York als Professor für Quantenmechanik an den Universitäten Berkeley und Cal Tech tätig, als er 1942 nach Los Alamos in New Mexico berufen wurde, um dort als wissenschaftlicher Leiter das Manhattan-Project zu betreuen. Seine erste Aufgabe war es, die besten Wissenschaftler des Landes für das geheime Projekt zu gewinnen. Schließlich waren etwa 3.000 Menschen in dieses Forschungsprojekt an diesem geheimen Ort in der Wüste involviert. Die Wissenschaftler unter ihnen sollten sich
mit dem Bau einer Atombombe beschäftigen, bevor dies den Nazis in Deutschland gelingen würde. Oppenheimer, der eigentlich ein Verfechter friedlicher Lösungen bei Konflikten war, glaubte, wenn die Nazis den Krieg gewinnen würden, wäre dies der Untergang der westlichen Zivilisation. Auch war ihm bewusst und bekannt, wie unmenschlich man gegen Juden in Deutschland vorging.
Armeechef General Leslie Groves sorgte dafür, dass die Wissenschaftler alles erhielten, was zum Bau einer entsprechenden Bombe notwendig war. Bis 1944 arbeiteten rund 6.000 Menschen unter Oppenheimers Führung zusammen, neben Wissenschaftlern auch Zivilarbeiter und Militärangehörige. Auch nachdem Deutschland kapituliert und den Krieg verloren hatte, ging die Arbeit in Los Alamos weiter. In der nahegelegenen Wüste an einem Ort namens Trinity wurden erste Tests durchgeführt.
Als Japan sich im Juli 1945 weigerte, sich zu ergeben, blieb Präsident Truman nur wenig Zeit, den Krieg möglichst schnell zu beenden, um die Anzahl amerikanischer Opfer nicht weiter ansteigen zu lassen. So wurde die erste Bombe über Hiroshima abgeworfen. Sie tötete innerhalb von Sekunden zwischen 70.000 und 80.000 Menschen und verwundete 40.000 schwer. Nur wenig später wurden beim Abwurf einer zweiten Bombe über Nagasaki noch einmal circa 22.000 Menschen sofort getötet weitere 39.000 starben innerhalb der nächsten vier Monate. Japan kapitulierte. Das gesamte Vorgehen gipfelte dann darin, dass auch die Sowjetunion eine Atombombe baute, womit das Wettrüsten seinen Anfang nahm. Edward Teller, einer der brillanten Wissenschaftler unter Oppenheimer in Los Alamos, baute ohne dessen Zutun die erste, noch schlagkräftigere Wasserstoffbombe.
Im letzten Teil des Films wird veranschaulicht, wie Oppenheimer darum kämpfte, dass man die Kontrolle über das Wettrüsten behalte und wie er nach Angriffen durch Senator Joseph McCarthy in den 1950er-Jahren das Vertrauen der Regierung verlor. Oppenheimer war den Rest seines Lebens damit beschäftigt, sich damit auseinanderzusetzen, dass er den Bau einer Massenvernichtungswaffe möglich gemacht und so für den Tod unzähliger Menschen Verantwortung auf sich geladen hatte. Er plädierte dafür, dass solche Massenvernichtungswaffen nicht weiter entwickelt und auf gar keinen Fall eingesetzt werden dürften. Wenn es nach ihm gegangen wäre, wäre der beste Zeitpunkt, dies zu beschließen, der Tag nach Trinity gewesen.

## Produktion

### Produktionsnotizen

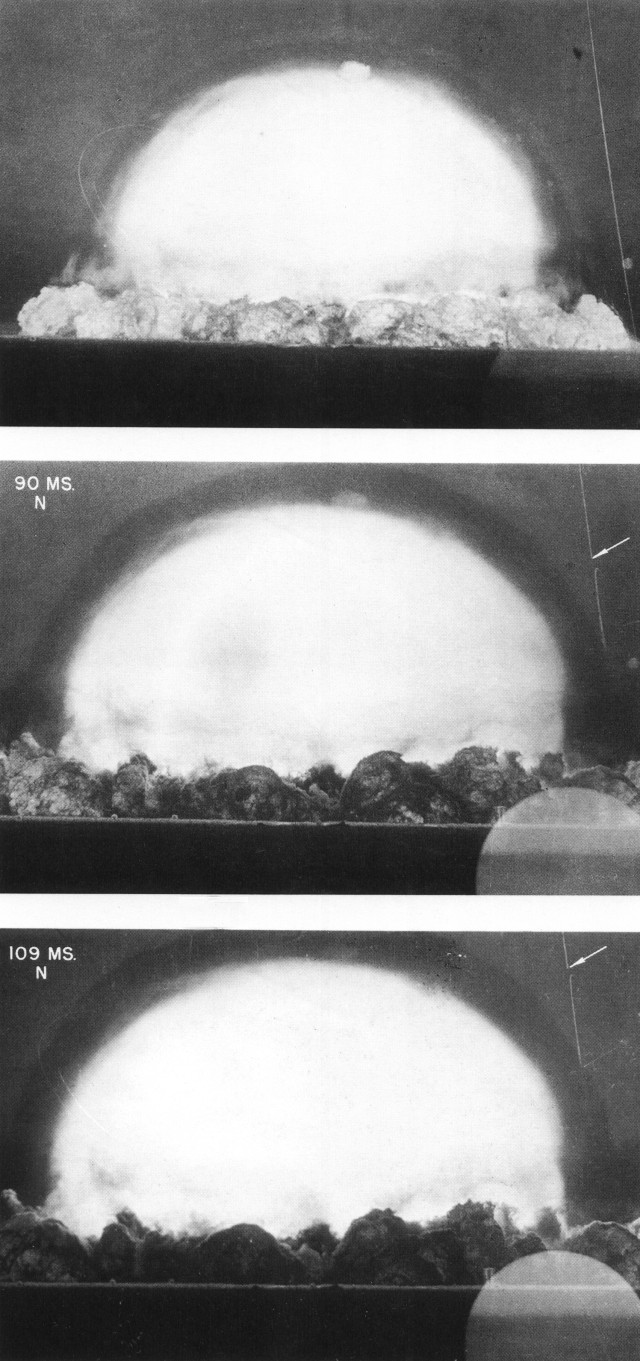
Filmaufnahmen des „Trinity-Tests“ im US-Bundesstaat New Mexico am 16. Juli 1945

Produziert wurde der Film von KTEH, einem amerikanischen zu PBS gehörenden Fernsehsender, vertrieben von der Senderkette Public Broadcasting Service (PBS).
Der Titel des Films geht zurück auf ein Interview, in dem Oppenheimer dazu befragt wird, welche Gedanken ihn beschäftigen würden, wenn er die Bemühungen des Senators Robert F. Kennedy sehe, Präsident Lyndon B. Johnson zu Gesprächen zu bewegen, die zum Ziel hätten, die Verbreitung von Atomwaffen zu stoppen. Der Physiker meinte, dazu sei es zwanzig Jahre zu spät und ergänzte nach einer Pause: „Das hätte am Tag nach Trinity geschehen sollen.“

### Veröffentlichung
Erstmals veröffentlicht wurde der Film am 20. Januar 1981 in den USA, im April 1981 lief er auf dem WorldFest Houston International Film Festival. In den Niederlanden wurde er am 11. Oktober 1982 veröffentlicht. Unter dem Titel Manden bag verdens første atombombe wurde er in Dänemark im Fernsehen gezeigt und unter dem Titel Az atombomba születése in Ungarn.

## Rezeption

### Kritiken
Vincent Canby widmete sich dem Film in der New York Times und schrieb, Jon Elses Dokumentarfilm diene als Einführung in eine Epoche der Geschichte, die zugunsten von Themen, die weitaus weniger von unmittelbarem Belang seien, sehr leicht ignoriert werden könnte. Mr. Else und der Film teilten mit Oppenheimer den schrecklichen Verdacht, dass die erste Bombe, die im Juli 1945 erfolgreich in der Wüste von New Mexico gezündet wurde, den Beginn des Endes signalisiere.
Dennis Schwartz, Ozus’ World Movie Reviews, sprach von einem historisch wichtigen Dokumentarfilm über J. Robert Oppenheimer, den Mann, der die treibende Kraft beim Bau der ersten Atombombe den Welt gewesen sei, und einer höchst durchdachten Dokumentation über die Gefahren des Atomkrieges, die schillernde Aufnahmen der Bombe in Aktion enthalte und bedeutende Archivaufnahmen darüber, wie es in der Blütezeit in Los Alamos ausgesehen habe.
Der Film erhielt auf der Seite Rotten Tomatoes bei 595 abgegebenen Bewertungen eine Zustimmung von 97 % im Publikums-Score.

### Auszeichnungen
- Oscarverleihung 1981: Jon Else nominiert in der Kategorie „Bester Dokumentarfilm“
- American Cinema Editors 1982: Auszeichnung mit dem Eddie für David Webb Peoples und Ralph Wikke
- Peabody Awards 1982: Auszeichnung mit dem Peabody Award